# Les Fleurs du mal (manga)
Pour les articles homonymes, voir Les Fleurs du mal (homonymie).
Les Fleurs du mal (惡の華, Aku no hana) est un manga écrit et dessiné par Shūzō Oshimi. Il est prépublié entre septembre 2009 et mai 2014 dans le magazine Bessatsu Shōnen Magazine et compilé en un total de onze volumes par Kōdansha. La version française est éditée par Ki-oon.
Une adaptation en série d'animation japonaise de treize épisodes réalisée par le studio Zexcs est diffusée entre avril 2013 et juin 2013 au Japon. L'anime est entre autres notable pour son utilisation de la rotoscopie. Une adaptation cinématographique en prise de vue réelle sort au Japon en septembre 2019.

## Synopsis
Takao Kasuga est un garçon qui adore la lecture, et particulièrement Les Fleurs du mal de Charles Baudelaire. Il est amoureux d'une fille de son école, Saeki Nanako, qu'il considère comme sa muse mais qu'il n'ose approcher. Un jour, en retournant chercher son exemplaire des Fleurs du Mal oublié dans sa classe, il trouve la tenue de sport de Saeki. Pris d'une folle impulsion, il la dérobe.
Le lendemain, toute la classe pense qu'un « pervers » a volé l'uniforme de Saeki et Kasuga est accablé de remords. Sawa Nakamura, une fille étrange et asociale de sa classe, l'a vu prendre l'uniforme et le menace de révéler son identité s'il ne fait pas tout ce qu'elle demande. En vérité la jeune fille est une perverse et elle est obsédée par le fait de montrer à Nanako que Takao est un pervers.
Suivront de nombreuses ruses de Sawa pour que la perversité de Takao soit révélée, en le faisant par exemple porter la tenue volée le jour où Takao révélera son amour à Nanako.

## Personnages
Takao Kasuga (春日 高男, Kasuga Takao)
Voix japonaise : Shin'ichirō Ueda
Sawa Nakamura (仲村 佐和, Nakamura Sawa)
Voix japonaise : Mariya Ise
Nanako Saeki (佐伯 奈々子, Saeki Nanako)
Voix japonaise : Yōko Hikasa
Aya Tokiwa (常磐 文, Tokiwa Aya)
Ai Kinoshita (木下 亜衣, Kinoshita Ai)
Voix japonaise : Ayako Uemura
Yamada (山田, Yamada)
Voix japonaise : Katsutoshi Matsuzaki
Ken Kojima (小島 建, Kojima Ken)
Voix japonaise : Shin'ya Hamazoe

## Manga
La série fait partie des titres du lancement du magazine Bessatsu Shōnen Magazine sorti le 9 septembre 2009,. Le dernier chapitre est publié le 9 mai 2014.
Le manga est édité en version anglaise par Vertical en Amérique du Nord et en version française par Ki-oon.

### Liste des volumes
| no | Japonais          | Japonais          | Français          | Français          |
| no | Date de sortie    | ISBN              | Date de sortie    | ISBN              |
| -- | ----------------- | ----------------- | ----------------- | ----------------- |
| 1  | 17 mars 2010      | 978-4-06-384277-7 | 12 janvier 2017   | 979-10-327-0070-9 |
| 2  | 17 septembre 2010 | 978-4-06-384370-5 | 12 janvier 2017   | 979-10-327-0069-3 |
| 3  | 19 février 2011   | 978-4-06-384436-8 | 9 mars 2017       | 979-10-327-0071-6 |
| 4  | 9 août 2011       | 978-4-06-384528-0 | 11 mai 2017       | 979-10-327-0105-8 |
| 5  | 6 janvier 2012    | 978-4-06-384611-9 | 6 juillet 2017    | 979-10-327-0106-5 |
| 6  | 8 juin 2012       | 978-4-06-384681-2 | 21 septembre 2017 | 979-10-327-0133-1 |
| 7  | 7 décembre 2012   | 978-4-06-384761-1 | 23 novembre 2017  | 979-10-327-0151-5 |
| 8  | 7 juin 2013       | 978-4-06-384872-4 | 25 janvier 2018   | 979-10-327-0220-8 |
| 9  | 9 août 2013       | 978-4-06-394923-0 | 22 mars 2018      | 979-10-327-0242-0 |
| 10 | 9 janvier 2014    | 978-4-06-394993-3 | 31 mai 2018       | 979-10-327-0263-5 |
| 11 | 9 juin 2014       | 978-4-06-395116-5 | 5 juillet 2018    | 979-10-327-0276-5 |

## Anime
L'adaptation en série télévisée d'animation a été annoncée en août 2012. L'anime est produit par le studio Zexcs, réalisé par Hiroshi Nagahama, scénarisé par Aki Itami (ja) et utilise une technique d'animation non traditionnelle : la rotoscopie,. Il est diffusé du 5 avril au 29 juin 2013. Le générique d'ouverture, Aku no Hana (惡の華), est interprété par Uchūjin avec comme chanteurs invités Noko de Shinsei Kamattechan (en), Mariko Gotō (en) et Shiho Nanba. Le générique de fin, 花 -a last flower-, est interprété par Asa-Chang & Junray (en).
D'abord prévue pour le 26 juin 2013, puis le 24 juillet 2013, la série est éditée en DVD et Blu-ray depuis le 21 août 2013 au Japon,.
La série est diffusée en streaming par Crunchyroll et éditée en DVD en Amérique du Nord par Sentai Filmworks,.

### Liste des épisodes
| No | Titre en français            | Titre original           | Date de 1re diffusion |
| -- | ---------------------------- | ------------------------ | --------------------- |
| 1  | Pas de traduction officielle | Flowers of Evil 1 of 13  | 5 avril 2013          |
| 2  | Pas de traduction officielle | Flowers of Evil 2 of 13  | 12 avril 2013         |
| 3  | Pas de traduction officielle | Flowers of Evil 3 of 13  | 19 avril 2013         |
| 4  | Pas de traduction officielle | Flowers of Evil 4 of 13  | 26 avril 2013         |
| 5  | Pas de traduction officielle | Flowers of Evil 5 of 13  | 5 mai 2013            |
| 6  | Pas de traduction officielle | Flowers of Evil 6 of 13  | 12 mai 2013           |
| 7  | Pas de traduction officielle | Flowers of Evil 7 of 13  | 19 mai 2013           |
| 8  | Pas de traduction officielle | Flowers of Evil 8 of 13  | 26 mai 2013           |
| 9  | Pas de traduction officielle | Flowers of Evil 9 of 13  | 2 juin 2013           |
| 10 | Pas de traduction officielle | Flowers of Evil 10 of 13 | 9 juin 2013           |
| 11 | Pas de traduction officielle | Flowers of Evil 11 of 13 | 16 juin 2013          |
| 12 | Pas de traduction officielle | Flowers of Evil 12 of 13 | 23 juin 2013          |
| 13 | Pas de traduction officielle | Flowers of Evil 13 of 13 | 30 juin 2013          |

## Adaptation cinématographique
Une adaptation cinématographique en prise de vue réelle sort au Japon le 27 septembre 2019. Le film est réalisé par Noboru Iguchi sur un scénario de Mari Okada et une musique de Yasuhiko Fukuda (en).

## Accueil
Le manga est nommé pour le 5e prix Manga Taishō. En août 2013, le tirage total des neuf premiers volumes s'élevait à 2 000 000 d'exemplaires.